# Колокольчик рапунцель
Колоко́льчик рапу́нцель, или Колокольчик ре́пчатый (лат. Campánula rapúnculus) — двулетнее травянистое растение семейства Колокольчиковые (Campanulaceae), большей частью с реповидно-утолщённым корнем. В народе растение часто называется просто «рапунцель», но это название принадлежит также и некоторым другим видам.
Существует также вид Campanula rapunculoides — Колокольчик рапунцелевидный, или Колокольчик репчатовидный.
Русские названия видов Campanula rapunculus и Campanula rapunculoides часто ошибочно приписываются другому виду.

## Ботаническое описание
Растение двулетнее.
Корень толстый, веретенообразный.
Стебель тупо-ребристый, высокий, большей частью простой.
Стеблевые листья узкие, линейные или линейно-ланцетные, голые.
Цветки некрупные (ширина отгиба не более 1,8 см), беловатые, в длинной, узкой, большей частью многоцветковой метёлке, реже простой кисти и одиночные. Венчик воронковидный, колокольчатый, часто до середины пятираздельный. Доли венчика яйцевидно-продолговатые, острые, голые.

## Распространение и среда обитания
Растёт в Европе и Предкавказье по опушкам, лугам, краям полей, у дорог.

## Хозяйственное значение и применение
Колокольчик рапунцель издавна выращивают как огородное растение. Корни его используют в пищу подобно редису, молодые листья — как салат.

## Таксономия

### Синонимы
По данным The Plant List в синонимику вида входят:
- Campanula calycina Boeber ex Schult.
- Campanula castellana Pau
- Campanula coarctata Gilib., nom. inval.
- Campanula decurrens Thore, nom. illeg.
- Campanula elatior Link & Hoffmanns.
- Campanula esculenta Salisb., nom. illeg.
- Campanula fastigiata S.G.Gmel., nom. inval.
- Campanula glandulosa Banks ex A.DC.
- Campanula patula var. rapunculus (L.) Kuntze
- Campanula rapuncula St.-Lag., spel. var.
- Campanula verruculosa Hoffmanns. & Link
- Campanula virgata A.DC., nom. illeg.
- Neocodon rapunculus (L.) Kolak. & Serdyuk.
- Rapunculus verus Fourr.